# Polistes
Polistes es un género cosmopolita de himenópteros véspidos, el único género de la tribu Polistini. Es el género más numeroso de la familia Vespidae con más de trescientas especies. Cuando vuelan se distinguen de otras avispas por sus largas patas que cuelgan debajo del cuerpo.

## Biología

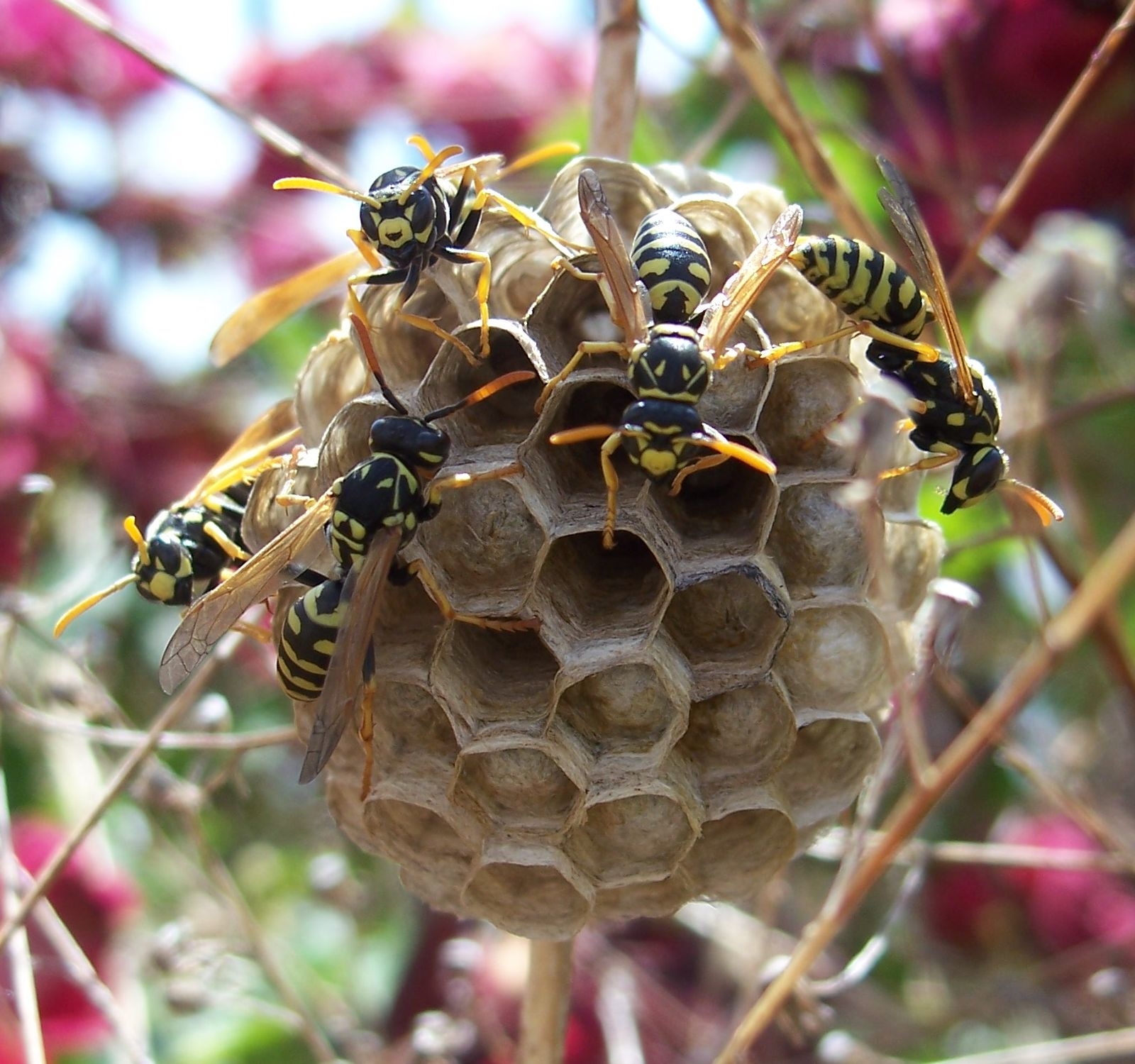
varios ejemplares de polistes dominula en un nido de papel.

Son todas depredadoras, atrapan otros insectos para alimentar a las larvas y consumen grandes cantidades de orugas así que se las considera beneficiosas. También visitan flores para beber el néctar que provee energía para el vuelo, así realizan polinización de algunas plantas.
Construyen nidos de papel o cartón con celdillas hexagonales. Generalmente no son agresivas pero sí pueden serlo cuando defienden su nido. Forman colonias generalmente compuestas de hembras fundadoras (puede haber más de una y suelen ser hermanas) y de obreras. No hay gran diferencia morfológica entre ambas, pero sí fisiológicas y de comportamiento. Al final del verano nacen machos y hembras que se aparean. Después, las fundadoras, las obreras y los machos mueren; las únicas que sobreviven son las hembras fecundadas de la nueva generación que encuentran donde invernar. La primavera siguiente inician una nueva colonia.

## Distribución
El género está distribuido mundialmente. La avispa europea Polistes dominula fue accidentalmente introducida a los Estados Unidos en 1981 y sigue invadiendo nuevos territorios. A veces causan una disminución de las poblaciones de especies nativas. La avispa cuco, Polistes sulcifer es un parasitoide obligado de Polistes dominula.
Polistes versicolor está muy difundida en Sudamérica. Se distingue por sus bandas amarillas en el tórax y abdomen. Es especialmente abundante en el sureste de Brasil.

## Galería

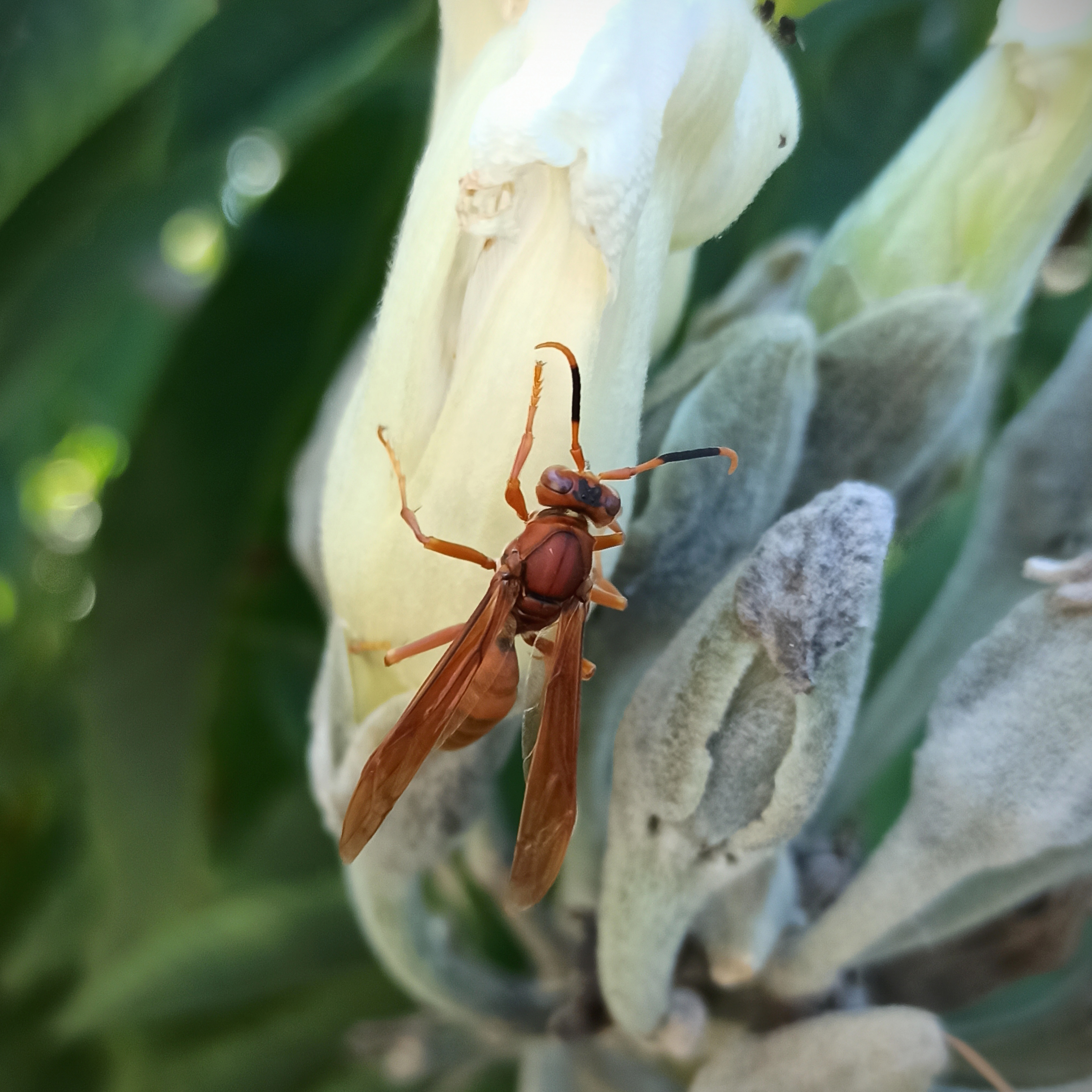
Polistes canadensis
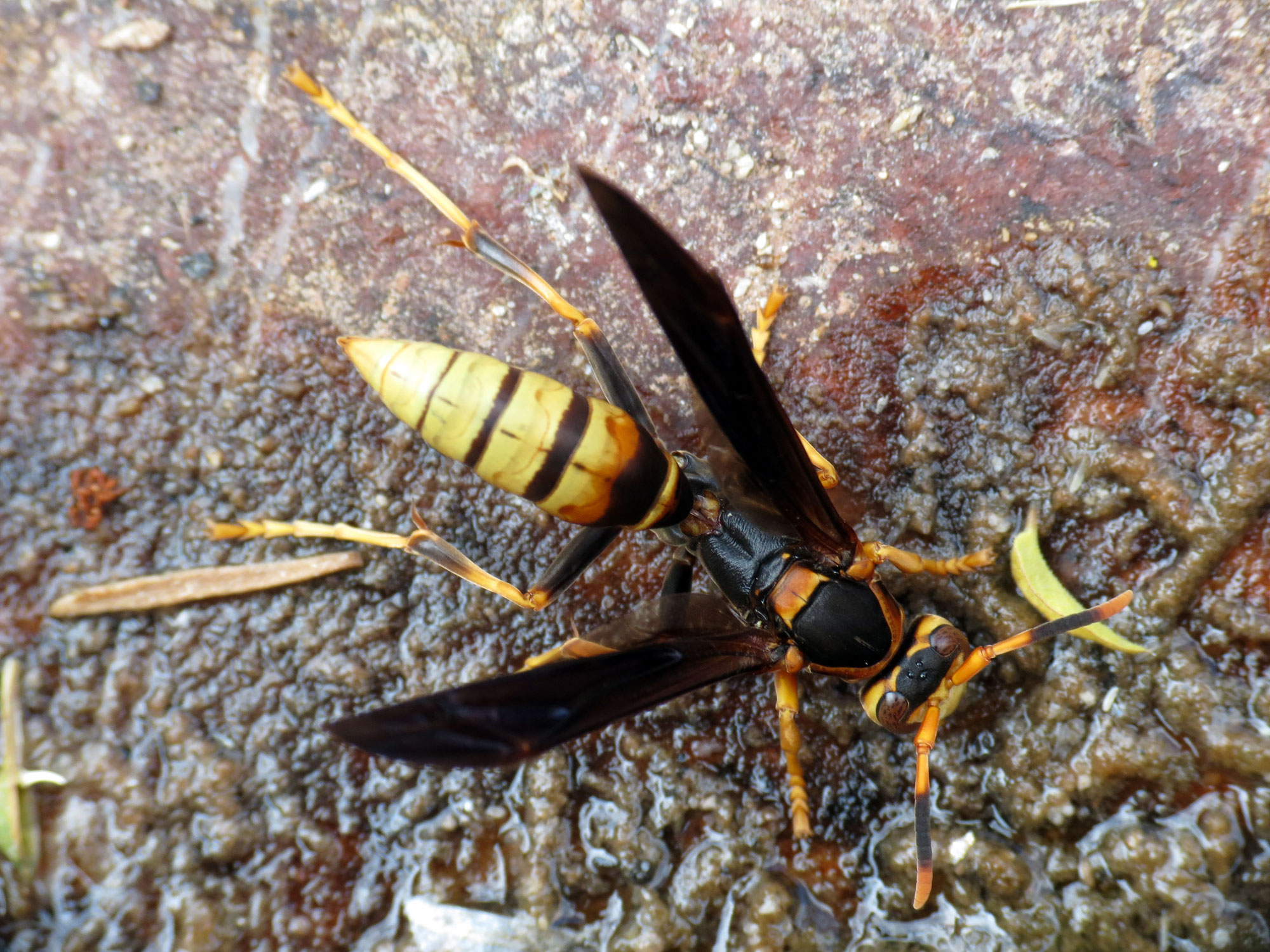
Polistes comanchus
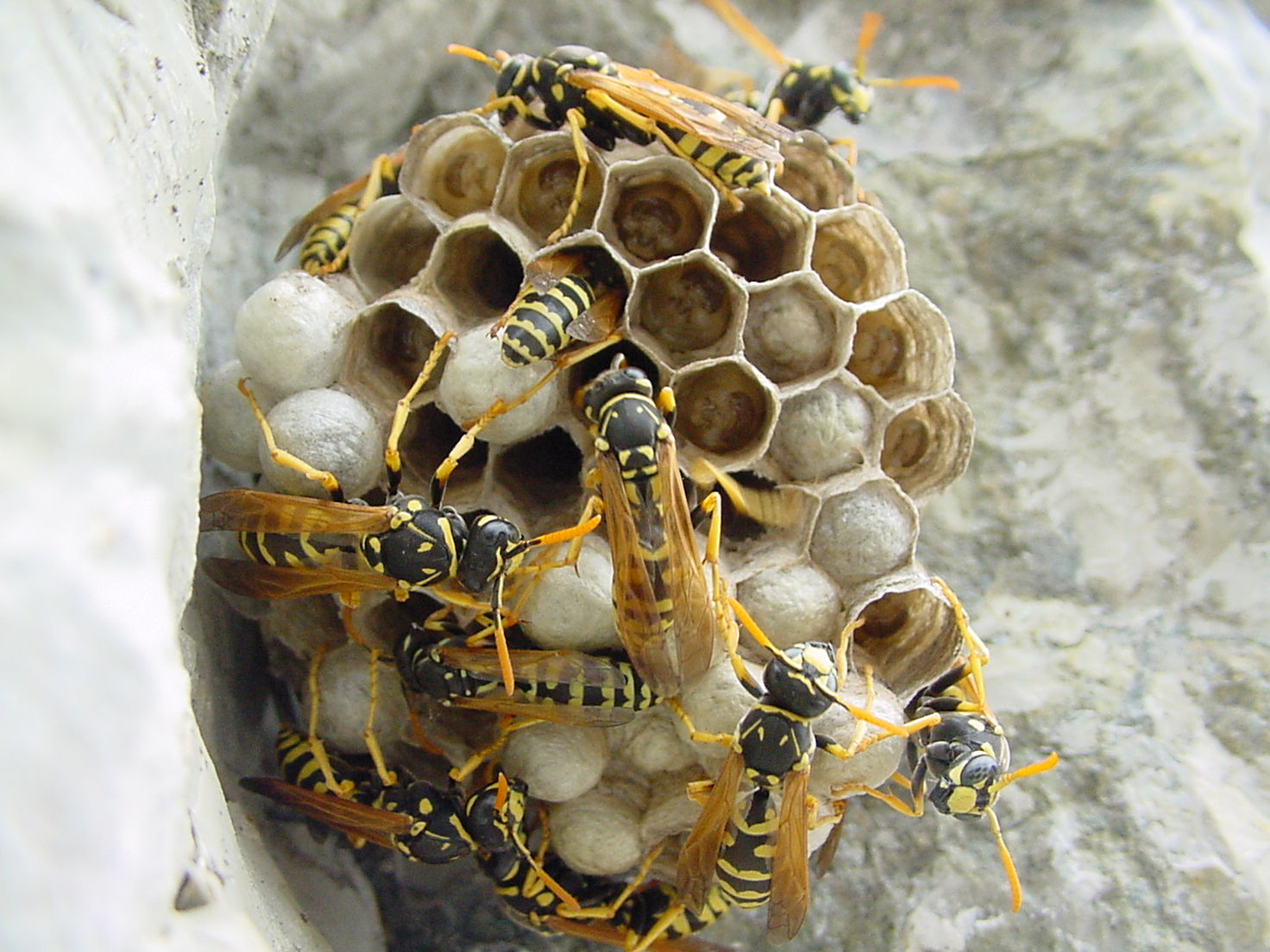
Nido en construcción de Polistes dominula
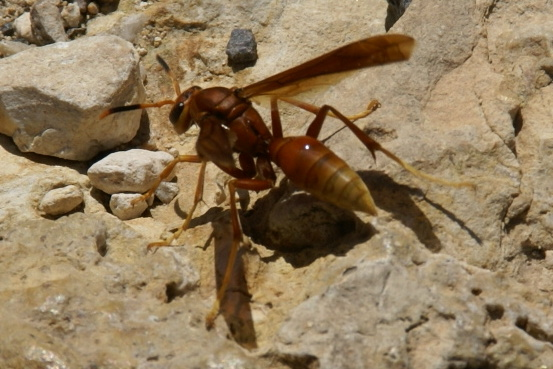
Polistes kaibabensis
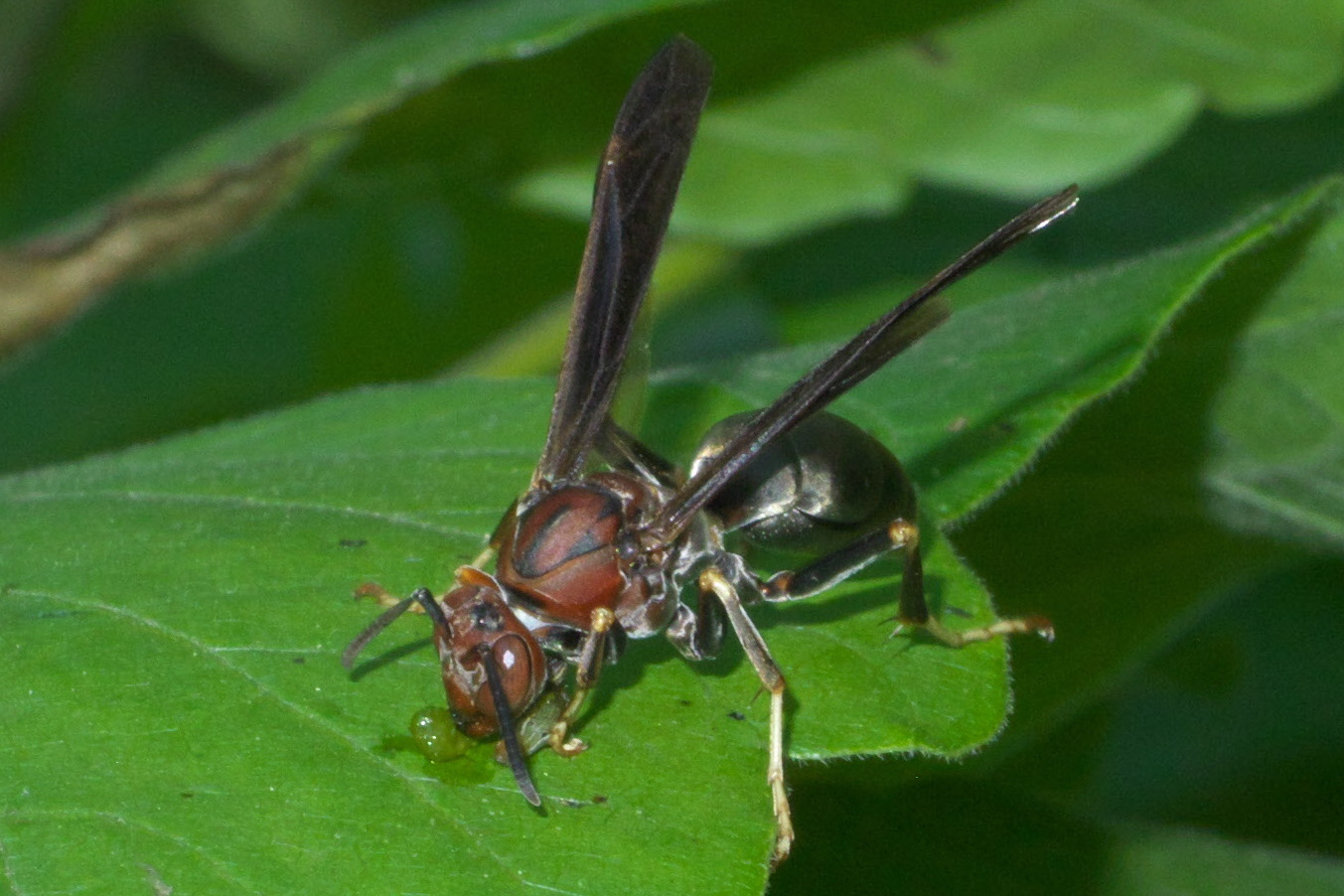
Polistes metricus, hembra
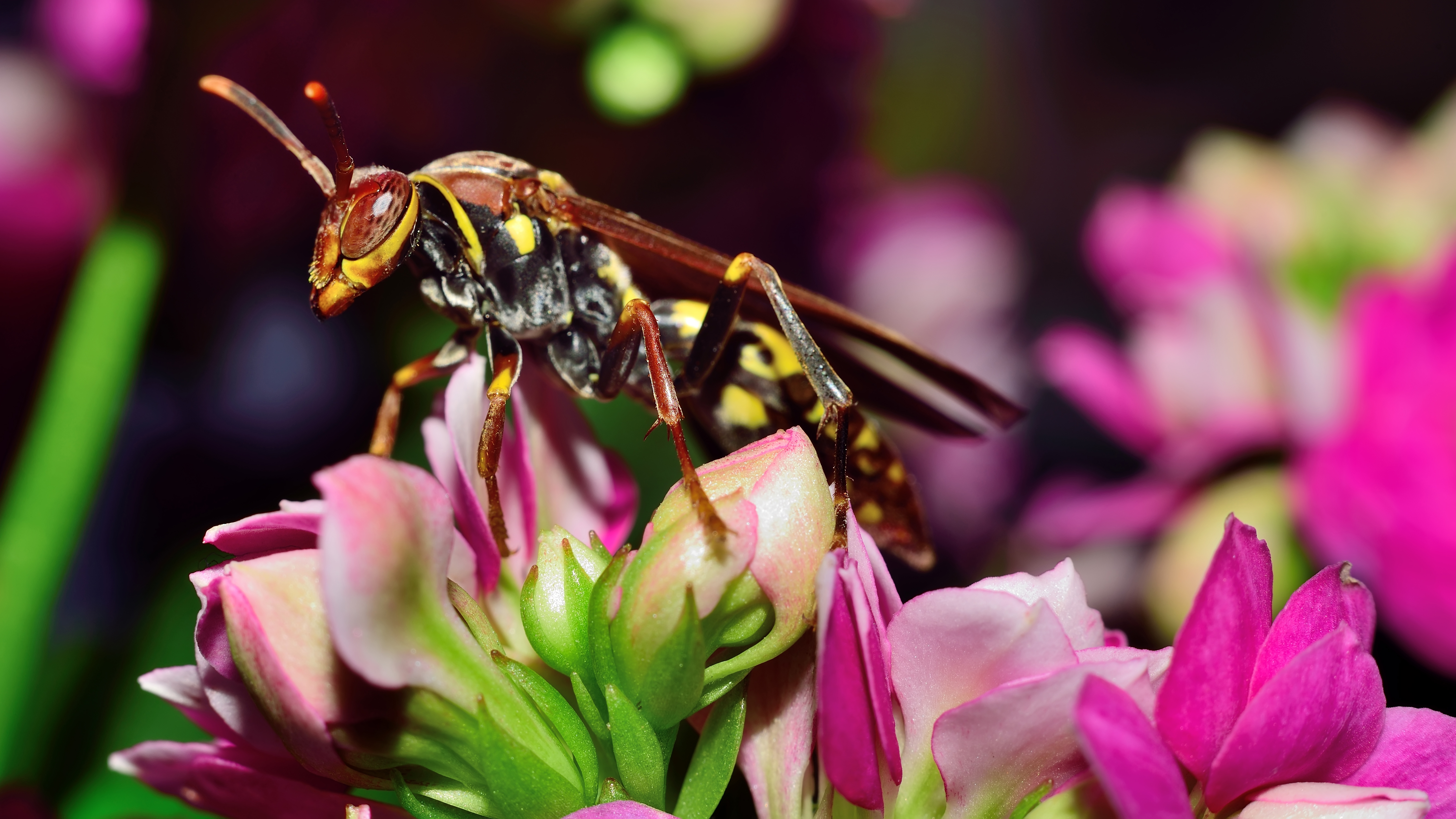
Polistes versicolor buscando alimento

## Especies
- Polistes actaeon
- Polistes adelphus
- Polistes adustus
- Polistes affinis
- Polistes africanus
- Polistes albicinctus
- Polistes albocalcaratus
- Polistes angulinus
- Polistes angusticlypeus
- Polistes annularis
- Polistes apachus
- Polistes apicalis
- Polistes aquilinus
- Polistes arizonensis
- Polistes arthuri
- Polistes assamensis
- Polistes associus
- Polistes asterope
- Polistes aterrimus
- Polistes atrimandibularis
- Polistes atrox
- Polistes aurifer
- Polistes badius
- Polistes bahamensis
- Polistes balder
- Polistes bambusae
- Polistes bellicosus
- Polistes bequaertellus
- Polistes bequaerti
- Polistes bequaertianus
- Polistes bicolor
- Polistes biglumis
- Polistes biguttatus
- Polistes billardieri
- Polistes binotatus
- Polistes bischoffi
- Polistes bituberculatus
- Polistes boharti
- Polistes brevifissus
- Polistes buruensis
- Polistes buyssoni
- Polistes callimorphus
- Polistes canadensis
- Polistes candidoi
- Polistes capnodes
- Polistes carnifex
- Polistes carolina
- Polistes cavapyta
- Polistes cavapytiformis
- Polistes chinensis
- Polistes cinerascens
- Polistes claripennis
- Polistes clavicornis
- Polistes comanchus
- Polistes consobrinus
- Polistes contrarius
- Polistes crinitus
- Polistes cubensis
- Polistes davillae
- Polistes dawnae
- Polistes deceptor
- Polistes defectivus
- Polistes delhiensis
- Polistes diabolicus
- Polistes diakonovi
- Polistes dominicus
- Polistes dominula
- Polistes dorsalis
- Polistes ebsohinus
- Polistes eburneus
- Polistes elegans
- Polistes ellenbergi
- Polistes ephippium
- Polistes erythrinus
- Polistes erythrocephalus
- Polistes exclamans
- Polistes extraneus
- Polistes facilis
- Polistes fastidiosus
- Polistes ferreri
- Polistes flavobilineatus
- Polistes flavus
- Polistes foederatus
- Polistes fordi
- Polistes formosanus
- Polistes franciscanus
- Polistes fuscatus
- Polistes gallicus
- Polistes geminatus
- Polistes gigas
- Polistes goeldii
- Polistes haugi
- Polistes hebridensis
- Polistes helveticus
- Polistes hirsuticornis
- Polistes horrendus
- Polistes huacapistana
- Polistes huisunensis
- Polistes humilis
- Polistes incertus
- Polistes indicus
- Polistes infuscatus
- Polistes instabilis
- Polistes intermedius
- Polistes iranus
- Polistes japonicus
- Polistes jokahamae
- Polistes kaibabensis
- Polistes khasianus
- Polistes laevigatissimus
- Polistes lanio
- Polistes lateritius
- Polistes latinis
- Polistes legnotus
- Polistes lepcha
- Polistes lineonotus
- Polistes loveridgei
- Polistes lycus
- Polistes macrocephalus
- Polistes madecassus
- Polistes madiburensis
- Polistes major
- Polistes major major
- Polistes mandarinus
- Polistes maranonensis
- Polistes marginalis
- Polistes meadeanus
- Polistes melanopterus
- Polistes melanosoma
- Polistes melanotus
- Polistes mertoni
- Polistes metricus
- Polistes mexicanus
- Polistes minor
- Polistes moraballi
- Polistes myersi
- Polistes mysteriosus
- Polistes niger
- Polistes nigrifrons
- Polistes nigrifrons
- Polistes nigritarsis
- Polistes nimpha
- Polistes ninabamba
- Polistes nipponensis
- Polistes notatipes
- Polistes obscurus
- Polistes occipitalis
- Polistes occultus
- Polistes oculatus
- Polistes olivaceus
- Polistes opacus
- Polistes ornatus
- Polistes pacificus
- Polistes palmarum
- Polistes paraguayensis
- Polistes parametricus
- Polistes penai
- Polistes penthicus
- Polistes perflavus
- Polistes perplexus
- Polistes peruvianus
- Polistes philippinensis
- Polistes poeyi
- Polistes praenotatus
- Polistes pseudoculatus
- Polistes quadricingulatus
- Polistes ridleyi
- Polistes riekii
- Polistes riparius
- Polistes rossi
- Polistes rothneyi
- Polistes rubellus
- Polistes rufidens
- Polistes rufiventris
- Polistes rufodorsalis
- Polistes sagittarius
- Polistes santoshae
- Polistes satan
- Polistes saussurei
- Polistes schach
- Polistes semenowi
- Polistes semiflavus
- Polistes sgarambus
- Polistes shirakii
- Polistes sikorae
- Polistes similis
- Polistes simillimus
- Polistes simulatus
- Polistes smithii
- Polistes snelleni
- Polistes stabilinus
- Polistes stenopus
- Polistes stigma
- Polistes strigosus
- Polistes subsericeus
- Polistes sulcifer
- Polistes takasagonus
- Polistes tenebricosus
- Polistes tenellus
- Polistes tenuispunctia
- Polistes tepidus
- Polistes testaceicolor
- Polistes thoracicus
- Polistes torresae
- Polistes tristis
- Polistes tullgreni
- Polistes utakwae
- Polistes variabilis
- Polistes veracrucis
- Polistes versicolor
- Polistes wattii
- Polistes watutus
- Polistes weyrauchorum
- Polistes williamsi
- Polistes xanthogaster
- Polistes xantholeucus